# کلاه میرحسن
کلاه میرحسن (نام علمی: Acantholimon) نام یک سرده از تیره بهمنیان (کلاه‌میرحسنیان) است.
گونه‌های این سرده از که از جنوب شرقی اروپا تا آسیای مرکزی و جنوب امریکا پراکنده‌اند و در باغ‌های صخره‌ای نیز کاشته می‌شوند.